# Metropolitní oblast Seattle
Metropolitní oblast Seattle (oficiálně Metropolitní oblast Seattle–Tacoma–Bellevue) je 15. nejlidnatější metropolitní oblast v USA. Rozkládá se na 9 450 km² a zahrnuje okresy King, Pierce, Snohomish, Thurston, Kitsap, Skagit, Island a Mason. Největším městem oblasti, s více než 662 tisíci obyvateli, je Seattle, dalšími velkými městy pak jsou Tacoma, Bellevue, Kent a Everett. Podle odhadů z roku 2014 je domovem více než 3,6 milionu lidí, což je více než polovina všech obyvatel státu Washington. Nachází se zde mezinárodní letiště Sea-Tac a přístav.

## Města

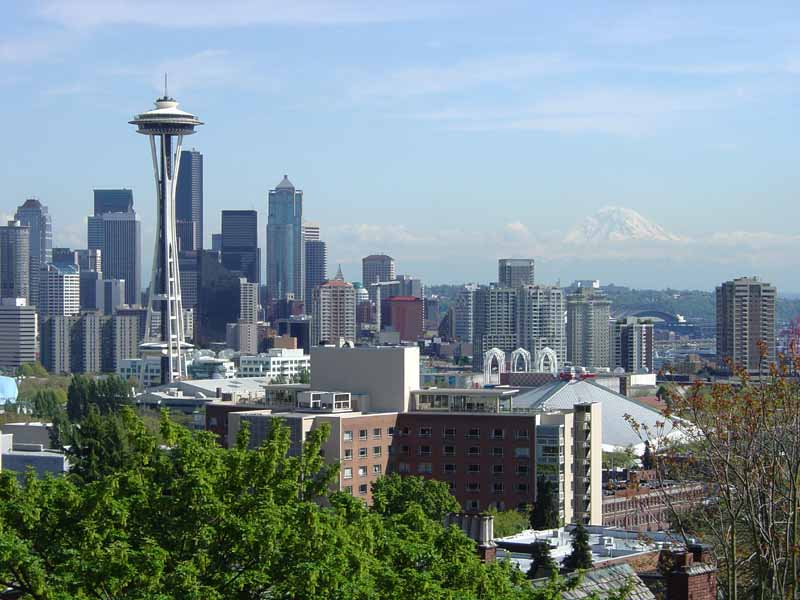
Seattle
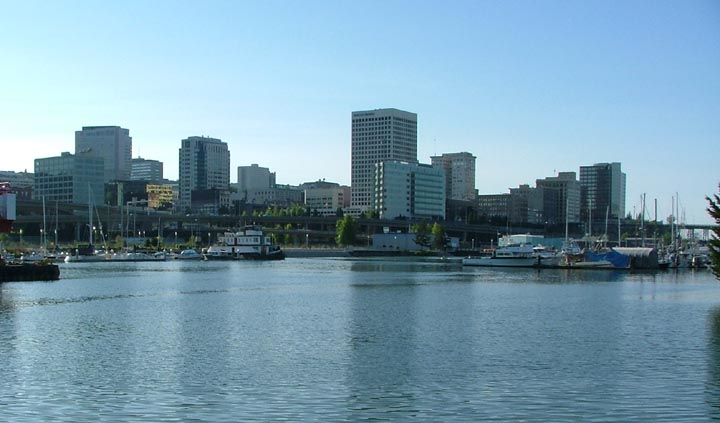
Tacoma
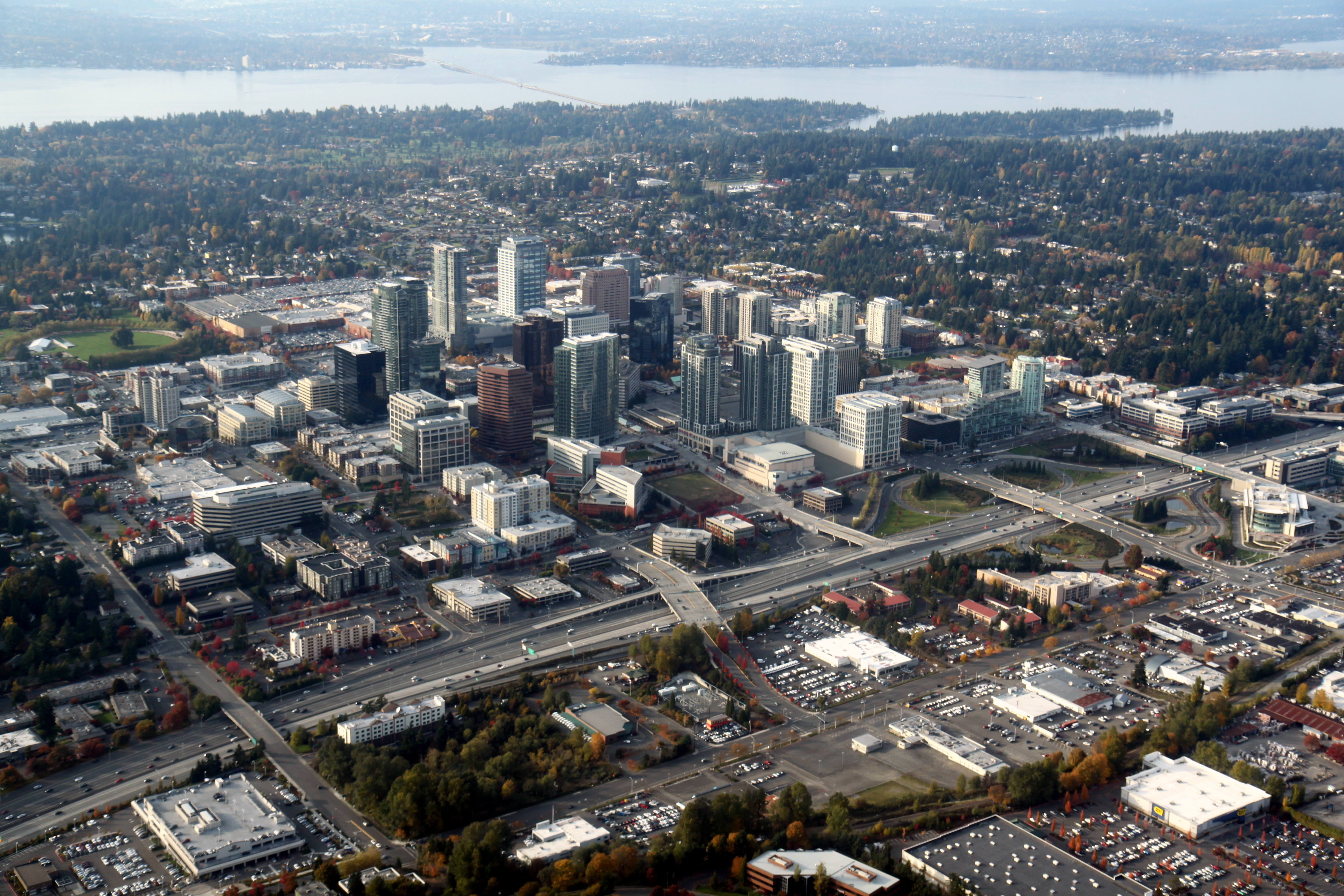
Bellevue
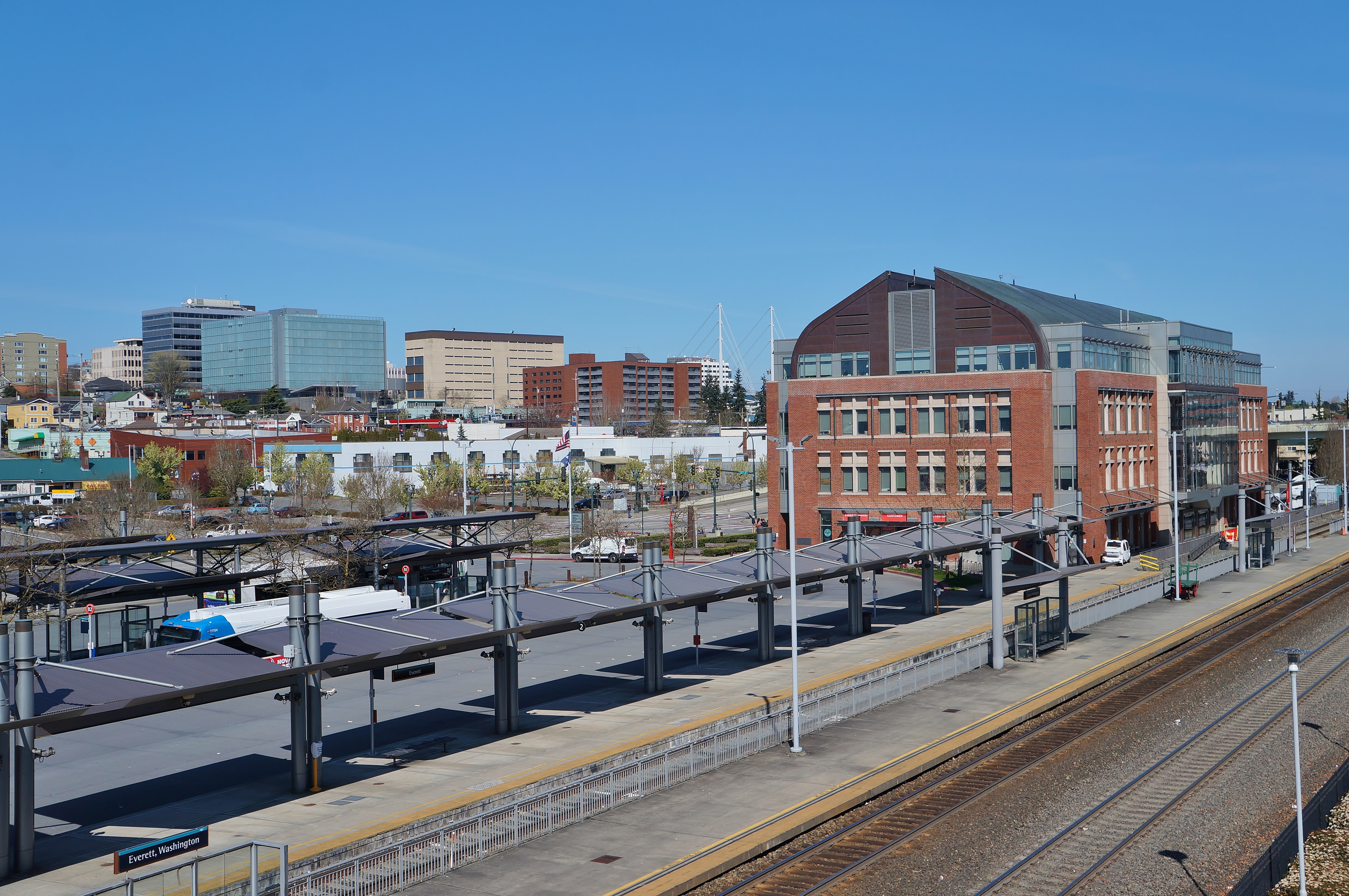
Everett